# Daphné Bavelier

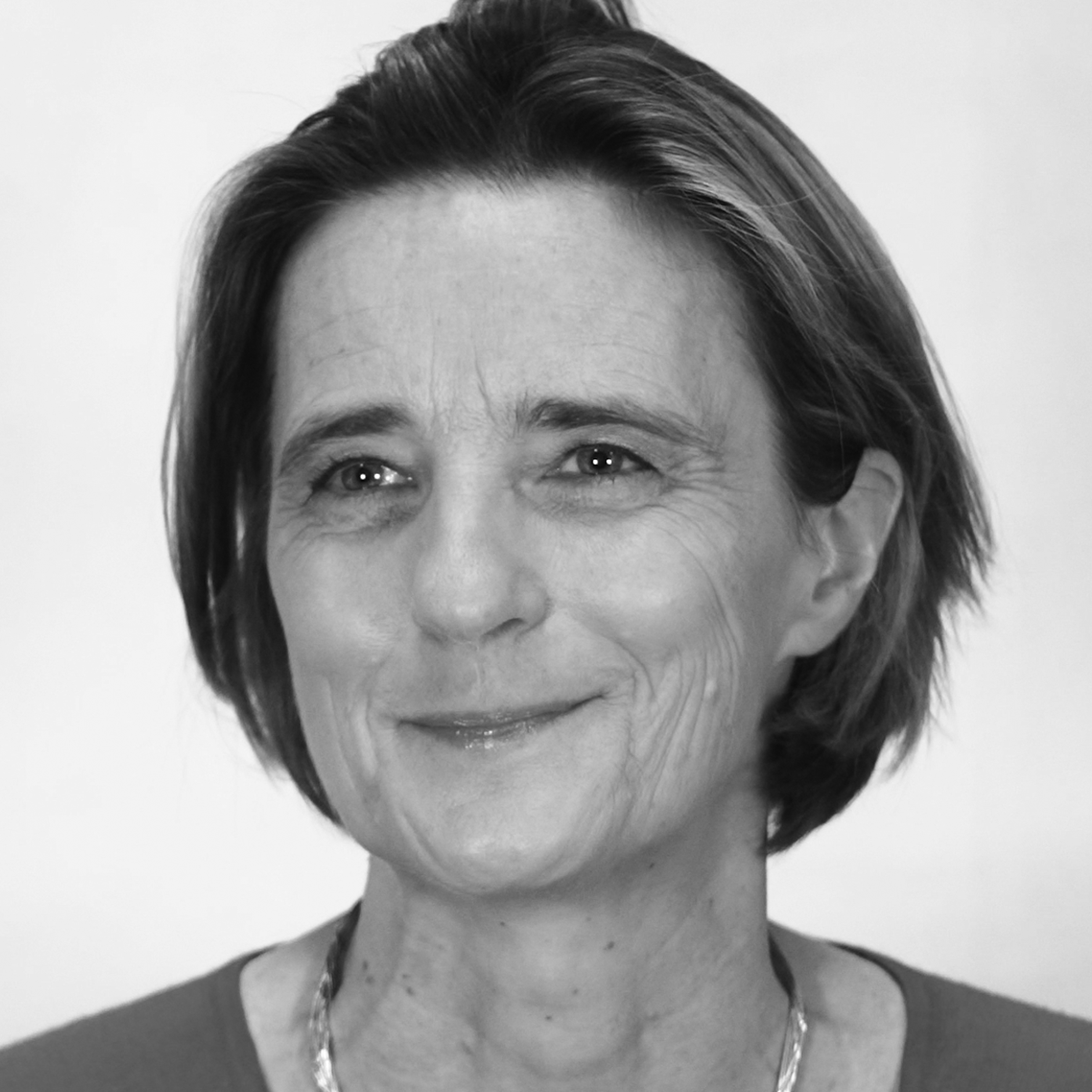
Daphné Bavelier

Daphné Bavelier (* 1966 in Paris) ist eine französische Forscherin für kognitive Neurowissenschaften. Sie ist Professorin an der Universität Genf und hat sich auf die Auswirkungen der neuen Technologien auf das menschliche Gehirn, insbesondere durch Videospiele, spezialisiert.

## Leben
Nach einer Ausbildung in Biologie an der École normale supérieure de jeunes filles promovierte sie in Brain and Cognitive Sciences am Massachusetts Institute of Technology in Boston und bildete sich am Salk Institute in San Diego unter der Leitung von Helen Neville auf dem Gebiet der Plastizität des menschlichen Gehirns fort. Sie arbeitete zunächst in der Abteilung für Neurologie an der Georgetown University und dann, im Jahr 1999, in der Abteilung für Gehirn- und Kognitionswissenschaften an der University of Rochester.
Sie ist Mitbegründerin von Akili Interactive, einem Unternehmen in den USA zur Entwicklung therapeutischer Videospiele.
Sie arbeitet in Gremien des Weltwirtschaftsforums mit, z. B. an dem Projekt New Vision for Education: Unlocking the potential of technology.

## Forschung
Sie ist Pionierin auf dem Gebiet der Forschung über den Einfluss von Videospielen auf kognitive Fähigkeiten. Ihre Arbeit konzentriert sich auf Schießspiele. „Sie sind äußerst komplex und variabel“, erklärt sie. „Die Spieler müssen viele Objekte gleichzeitig im Auge behalten und werden ständig mit neuen Informationen bombardiert.“
Ihre Forschung hat gezeigt, dass Action-Videospiele die kognitiven Fähigkeiten des Gehirns weiterentwickeln.
Bei Nicht-Gamern hat sie eine Verbesserung der Kontrastempfindlichkeit und der Fähigkeit, Grautöne zu erkennen, beobachtet, nachdem sie Action-Videospiele gespielt haben. Außerdem sind sie in der Lage, neue Informationen schneller zu erfassen, und ihre Multitaskingfähigkeit verbessert sich. Die Sehschärfe des amblyopen Auges könnte sich auch verbessern.
Im Juni 2012 hielt sie einen Vortrag auf der TED-Konferenz: „Your brain on video games“, der über 8 Millionen Mal aufgerufen wurde.

## Auszeichnungen
- 2019 erhielt sie den mit einer Million Schweizer Franken dotierten Klaus J. Jacobs Research Award für ihre Arbeit zur Förderung der Plastizität des Gehirns und des Lernens durch Spielen.[1]
- Im Jahr 2018 wurde sie in Anerkennung ihrer „herausragenden und nachhaltigen Beiträge zur Wissenschaft der Psychologie“ zum Fellow der American Psychological Society ernannt.[1]
- Im Jahr 2008 war sie Finalistin in der Fakultätskategorie für die Blavatnik Awards for Young Scientists.[1]
- Im Jahr 2000 erhielt sie den John Merck Scholar Award.[1][7]

## Veröffentlichungen
Daphne Bavelier ist Autorin oder Mitautorin von mehr als hundert wissenschaftlichen Veröffentlichungen.